# فراشي المظهر
فراشي المظهر أو ذباب العث (الاسم العلمي:Psychoda) هي جنس من الحشرات تتبع الفصيلة البرغشية من رتبة ذوات الجناحين، وهو جنْسُ حَشَرات مُضِرَّة صَغيرةُ القَدّ. تبدو وكأنها فراشة صغيرة، وتتحد في لونها بين اللون العاجي إلى الرمادي الداكن أكثر أو أقل.

## أنواع البرغشة
- ذباب العث المتناوب
- ذباب العث الأنيق
- ذباب العث ثلاثي الأسنة
- ذباب العث الحوتي
- ذباب العث الدقيق
- ذباب العث الرمادي
- ذباب العث الصغير
- ذباب العث عريض البطن
- ذباب العث المتسق
- ذباب العث المتناظر
- ذباب العث المتنكس
- ذباب العث المنزلي
- ذباب العث الهلبي